# Eugeniu Ivanov
Eugeniu Ivanov (n. 4 decembrie 1933, Dorobanțu, Constanța) este un fizician român, membru corespondent (1996) al Academiei Române.